# 红头鸲鹟

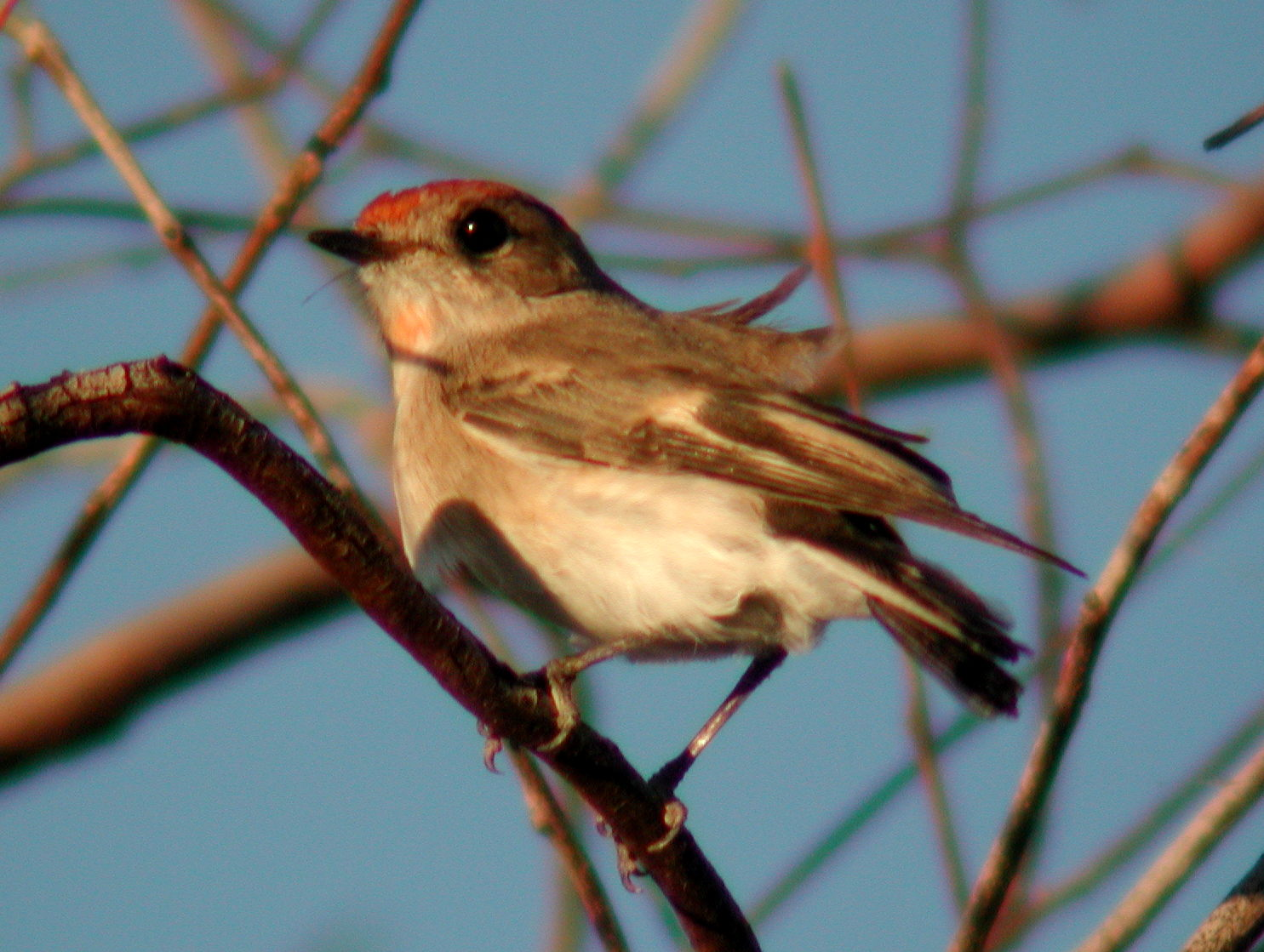
一只雌性的

红头鸲鹟（Petroica goodenovii）是原产于澳大利亚的一种雀形目鸟类。在澳洲大陆的干旱地区都有发现，自然栖居地是灌丛带和开放丛地。像鸲鹟科许多色彩明亮的鸟一样，它是两性异形的。这种鸟体长10.5–12.5厘米，喙小而薄、黑色，眼和腿为深棕色。雄性有特别的红色肉冠和红色胸部、黑色上身、黑色的带白色尖端的尾巴。雌性为通体灰褐色。这种鸟会唱不同的歌，雄性一般用唱歌来表示领土和吸引异性。它们一般成对获以小组出线，但人们对其社会行为的研究还不充分。
红头鸲鹟主要吃零碎食物，它的猎物包括昆虫和蜘蛛。虽然分布广泛，但在部分地区由于人类活动已发生数量下降。